# Gömör-Tornai Nyár
A Gömör-Tornai Fesztivál az Észak-Magyarország és Dél-Szlovákia egyes részeit felölelő Gömör–Tornai-karsztvidék legjelentősebb, évente megrendezett kulturális eseménysorozata volt 2010-ig. 2011-től Gömör-Tornai Nyár névvel immár nemcsak térben kiterjedtebb, hanem időben is hosszabb, a teljes nyári szezont felölelő programsorozatként viszik tovább a részt vevő települések.

## Története
A fesztivál elődjét, az Aggteleki-Jósvafői Hagyományőrző és Művészeti Napokat az ötletgazda Aggteleki Nemzeti Park Igazgatóság (ANPI) a két falu összefogásával először 1998-ban rendezte meg. 
Az ANPI az éves rendezvénysorozatba egy olyan többnapos összművészeti fesztivált kívánt beilleszteni, ami bízvást számot tarthatott a nagyközönség, de a térség lakóinak érdeklődésére is. A két település önkormányzatai, civil szervezetei és egyházközségei partnernek bizonyultak ebben, így került megrendezésre első ízben a fesztivál 2001-ben. A két településhez, mint helyszínhez az évek során mind több település csatlakozott a határ mindkét oldalán.
A 21. század első évtizedének vége felé a részt vevő települések (évről évre változó) száma húsz körül ingadozik.
2011-ben a fesztivált szervező települések új formációban, a Gömör-Tornai Nyár keretein belül jelentkeznek immár hagyományosnak mondható programjaikkal. Új települések léptek be a határ szlovákiai oldaláról, és a szeptemberi aggteleki Gömör-Tornai Gyümölcsfesztivál is csatlakozott a programhoz.

## Koncepciója
A fesztivál két vezérgondolata, melyet a Gömör-Tornai Nyár is továbbvisz:
- a kulturális határnélküliség és
- a Gömör–Tornai-karsztvidék természeti értékeinek és népi hagyományainak bemutatása.

Ennek megfelelően a legkülönbözőbb művészeti ágak – a vásári komédiától az operaestig, a kézműves foglalkozástól a kézművesremekek kiállításáig – képviselői lépnek fel, illetve mutatják meg alkotásaikat a közönségnek. A szervezők törekszenek arra, hogy az autentikus magyar népzene mellett minden évben valamely távoli ország népi muzsikáját is bemutassák.

## Részt vevő települések
| Település                                    | Év   | Év   | Év   |
| Település                                    | 2009 | 2010 | 2011 |
| -------------------------------------------- | ---- | ---- | ---- |
| Aggtelek                                     |      |      |      |
| Betlér (Betliar)                             |      |      |      |
| Dernő (Drnava)                               |      |      |      |
| Égerszög                                     |      |      |      |
| Gömörhorka (Özörény, Gemerská Hôrka)         |      |      |      |
| Gömörszőlős                                  |      |      |      |
| Hidvégardó                                   |      |      |      |
| Imola                                        |      |      |      |
| Jósvafő                                      |      |      |      |
| Krasznahorka (Krásna Hôrka)                  |      |      |      |
| Krasznahorkaváralja (Krásnohorské Podhradie) |      |      |      |
| Ragály                                       |      |      |      |
| Rozsnyó (Rožňava)                            |      |      |      |
| Szádelő (Zádiel)                             |      |      |      |
| Szinpetri                                    |      |      |      |
| Szögliget                                    |      |      |      |
| Szuhafő                                      |      |      |      |
| Torna (Turňa nad Bodvou)                     |      |      |      |
| Tornabarakony                                |      |      |      |
| Tornakápolna                                 |      |      |      |
| Trizs                                        |      |      |      |
| Várhosszúrét (Krásnohorská Dlhá Lúka)        |      |      |      |